# Gero Kretschmer
Gero Kretschmer (ur. 6 maja 1985 w Kolonii) – niemiecki tenisista.

## Kariera tenisowa
Jako zawodowy tenisista Kretschmer występuje od 2004 roku.
W grze podwójnej wygrał 1 turniej rangi ATP World Tour, w lutym 2015 roku w Quito w parze z Alexandrem Satschkiem. W finale pokonali debel Víctor Estrella–João Souza.
W rankingu gry pojedynczej Kretschmer najwyżej był na 316. miejscu (14 czerwca 2010), a w klasyfikacji gry podwójnej na 79. pozycji (26 maja 2014).

### Finały w turniejach ATP World Tour
| Legenda                                      |
| -------------------------------------------- |
| Wielki Szlem                                 |
| Igrzyska olimpijskie                         |
| Tennis Masters Cup / ATP Finals              |
| ATP Masters Series / ATP Tour Masters 1000   |
| ATP International Series Gold / ATP Tour 500 |
| ATP International Series / ATP Tour 250      |

#### Gra podwójna (1–0)
| Końcowy wynik | Nr | Data          | Turniej | Nawierzchnia | Partner            | Przeciwnicy                | Wynik finału |
| ------------- | -- | ------------- | ------- | ------------ | ------------------ | -------------------------- | ------------ |
| Zwycięzca     | 1. | 8 lutego 2015 | Quito   | Ceglana      | Alexander Satschko | Víctor Estrella João Souza | 7:5, 7:6(3)  |